# Lyndsy Fonseca
Lyndsy Fonseca, född 7 januari 1987 i Oakland i Kalifornien i USA, är en amerikansk skådespelare. Hon är bland annat känd för sin roll som dottern i "How I Met Your Mother" och för att ha spelat Dylan Mayfair i TV-serien Desperate Housewives. 2005 spelade hon Amy i TV-filmen Hans hemliga liv på nätet. Hon har också varit med i några avsnitt av Big Love med bland andra Amanda Seyfried. Fonseca medverkar också i filmen Kick-Ass, som hade världspremiär den 26 mars 2010. I Desperate Housewives spelar hon dottern till Katherine Mayfair (Dana Delany), som tillhör en familj med mörka hemligheter. Hon är med i säsong fyra och återkommer i avsnitt tolv i säsong sex.
Fonseca spelar även huvudrollen Alex i serien Nikita mot bland annat Maggie Q och Shane West.

## Filmografi
| Film          | Film                             | Film                  | Film                                       |
| År            | Titel                            | Roll                  | Info                                       |
| ------------- | -------------------------------- | --------------------- | ------------------------------------------ |
| 2006          | Intellectual Property            | Jenny                 |                                            |
| 2010          | Hot Tub Time Machine             | Jenny                 |                                            |
| 2010          | Kick-Ass                         | Katie Deauxma         |                                            |
| 2010          | The Ward                         | Iris                  |                                            |
| 2011          | Fort McCoy                       | Anna Gerkey           |                                            |
| 2013          | Kick-Ass 2                       | Katie Deauxma         |                                            |
| 2015          | The Escort                       | Natalie               |                                            |
| Television    |                                  |                       |                                            |
| År            | Titel                            | Roll                  | Info                                       |
| 2001–2005     | The Young and the Restless       | Colleen Carlton       |                                            |
| 2003          | Boston Public                    | Jenn Cardell          | 4 avsnitt                                  |
| 2004          | Malcolm in the Middle            | Olivia                |                                            |
| 2004          | NYPD Blue                        | Madison Bernstein     |                                            |
| 2005–2014     | How I Met Your Mother            | Ted's Framtida Dotter | 132 avsnitt                                |
| 2005          | I Do, They Don't                 | Sandy Barber          | TV-film                                    |
| 2005          | Cyber Seduction: His Secret Life | Amy                   | TV-film                                    |
| 2005          | Ordinary Miracles                | Sally Powell          | TV-film                                    |
| 2006–2007     | Big Love                         | Donna                 | 4 avsnitt                                  |
| 2006          | Waterfront                       | Annabelle Marks       | 5 avsnitt                                  |
| 2006          | Scarlett                         | Kasey                 | TV-film                                    |
| 2006          | Remember the Daze                | Dawn                  |                                            |
| 2006          | Phil of the Future               | Kristy                | Episod: "Not-So-Great Great Great Grandpa" |
| 2007          | Close to Home                    | Jessica Conlon        | Episod: "Hoosier Hold 'Em"                 |
| 2007          | CSI: Crime Scene Investigation   | Megan Cooper          | Episod: "Fallen Idols"                     |
| 2007          | House                            | Addie                 | Episod: "Resignation"                      |
| 2007          | Heroes                           | April                 | Episod: "Four Months Later..."             |
| 2007–2008     | Desperate Housewives             | Dylan Mayfair         | Biroll                                     |
| 2008          | Austin Golden Hour               | Lane                  | TV-film                                    |
| 2009          | The Fish Tank                    | Jessie                | TV-film                                    |
| 2010–pågående | Nikita                           | Alex                  | Huvudroll                                  |
| 2011          | Five                             | Cheyanne              | TV-film                                    |
| 2015          | Agent Carter                     | Angie Martinelli      |                                            |